# José María Valverde
José María Valverde Pacheco (Valencia de Alcántara, 26 de enero de 1926-Barcelona, 6 de junio de 1996) fue un poeta, filósofo, crítico literario, historiador de las ideas, traductor y catedrático español.

## Biografía
De familia extremeña, pasó su infancia y adolescencia en Madrid, donde estudió. Siendo aún estudiante de bachillerato en el Instituto Ramiro de Maeztu publicó su primer poemario: Hombre de Dios. Salmos, elegías y oraciones, costeado por el propio Instituto. 
Aunque Dámaso Alonso le tenía por una gran promesa de la Filología, se matriculó en Filosofía y se doctoró en 1955 con una tesis sobre la filosofía del lenguaje en Wilhelm von Humboldt. Ese mismo año se casó con Pilar Gefaell, con la que tuvo cinco hijos. 
Escribió en diversas revistas literarias: La Estafeta Literaria, Escorial, Trabajos y días, Raíz, Alférez y Revista de Ideas Estéticas, firmando a veces con el seudónimo Gambrinus. Su producción como articulista quedó recopilada en El arte del artículo (1949-1993) (Barcelona, 1994). Publicó, además, en revistas poéticas como Garcilaso, Espadaña y Proel.
Entre 1945 y 1950 cursa estudios de Filosofía en la Universidad de Madrid, donde se afilia al falangista Sindicato Español Universitario (SEU) y frecuenta el Café Gijón, privilegiado foro de cultura y debate en el que conoce a los poetas de su generación cronológica, especialmente a Carlos Bousoño y Eugenio de Nora. 
Entre 1950 y 1955, Valverde residió en Roma, donde fue lector de español en su universidad y en el Instituto Español, y conoció a Benedetto Croce. A los veintinueve años, en 1956, obtuvo la cátedra de Estética en la Universidad de Barcelona. Esta etapa y sus experiencias como profesor las cuenta en La conquista del mundo (1960). 
Participó en las revistas literarias de su época y en numerosas publicaciones periódicas, donde fue publicando gran parte de su pensamiento. Él mismo decía que era un poeta metido a filósofo, y no al contrario. Se dedicó al estudio de la historia de las ideas, colaborando con Martín de Riquer en Historia de la literatura universal (1957, muy ampliada posteriormente) y escribiendo en solitario Vida y muerte de las ideas: pequeñas historias del pensamiento (1981). 
Emprendió sus premiadas traducciones de figuras clásicas de la literatura en inglés y 
alemán. Con un claro compromiso social, político y cristiano, apoyó la causa popular en Centroamérica (Cuba; el sandinismo: se relacionó con los poetas nicaragüenses exiliados Julio Ycaza, Luis Rocha y Fernando Silva). Por motivos políticos, (solidaridad con los profesores Enrique Tierno Galván, José Luis Aranguren y Agustín García Calvo, expulsados de la universidad de Madrid por las autoridades académicas del Régimen) renunció a su cátedra en 1964 y se exilió. 
Marchó a los Estados Unidos, donde fue profesor de literaturas hispánicas y comparada (University of Virginia, McMaster) y luego a Canadá; en este último país fue catedrático de literatura española en Universidad de Trent. 
Antes de regresar a España, se publicó en 1971 Enseñanzas de la edad (Poesía 1945-1970), un volumen que recogía sus seis primeros libros de poemas. Regresó a España y a su cátedra. Fue presidente honorífico de la ONG Entrepueblos y de la Associació Catalana per la Pau. Murió en Barcelona en 1996, a los setenta años, tras larga enfermedad, mientras dedicaba sus últimas energías a investigar la obra de Kierkegaard. 

## Labor
De su obra crítica merecen destacarse Estudios sobre la palabra poética (1952), Humboldt y la filosofía del lenguaje (1955), Historia de la literatura universal (1957), Cartas a un cura escéptico en materia de arte moderno (1959), Vida y muerte de las ideas: pequeñas historias del pensamiento (1981), Diccionario de estética o sus monografías sobre Azorín (1971), Antonio Machado (1975), Joyce (1978 y 1982) o Nietzsche.
Destacan sus traducciones del alemán (Hölderlin, Rilke, Goethe, Novalis, Brecht, Christian Morgenstern, Hans Urs von Balthasar) y del inglés (teatro completo de Shakespeare en prosa -que renovaron las ya añejas de Astrana-, o las de Charles Dickens, T. S. Eliot, Walt Whitman, Herman Melville, Saul Bellow, Thomas Merton, Edgar Allan Poe, Emily Dickinson, o el Ulises de Joyce, por la que recibió el Premio de traducción Fray Luis de León, en 1977). En 1960 había recibido este mismo galardón por una antología de Rainer Maria Rilke. En 1990 se le concedió también el Premio Nacional a la obra de un traductor. Tradujo además algunos poemas de Constantino Cavafis del griego moderno, el Nuevo Testamento, del griego antiguo, y a Romano Guardini, del italiano.
Preparó, además, ediciones críticas de Antonio Machado, uno de sus autores preferidos (Nuevas canciones, De un cancionero apócrifo y Juan de Mairena) y de Azorín (Artículos olvidados y Los pueblos), antologías generales de la poesía española e hispanoamericana y particulares de Luis Felipe Vivanco, Miguel de Unamuno y Ernesto Cardenal. La problemática del arte actual encontró eco en su libro Cartas a un cura escéptico en materia de arte moderno (1959). 
Inscrito dentro de una particular corriente de existencialismo cristiano dentro de lo que él llamó, con Dámaso Alonso, prologador de algún libro suyo, poesía desarraigada, sus primeros poemas tienen una temática religiosa. Luego fue introduciendo en sus versos nuevos asuntos, cada vez más humanos, acercándose a planteamientos marxistas. Se ha dicho de él que era un cristiano marxista, con planteamientos cercanos a las tesis de la Teología de la Liberación. Su obra se caracteriza por un acentuado humanismo con toques intimistas, que lo convierten en una de las más brillantes figuras del panorama poético español. 
Poeta de libros orgánicos, donde el conjunto es superior a la suma de los poemas constituyentes, su estilo se caracteriza por la sencillez expresiva y la lengua castiza, buscando siempre la desnudez y la precisión léxica, sin retoricismos innecesarios, casi coloquial, en lo que sigue la tradición de Antonio Machado. Esa ansia de depuración le llevó a extirpar numerosos poemas de sus compilaciones últimas, sucesivamente cada vez más reducidas. Algo de eso se puede ver en su famoso poema sobre los ahorcados de François Villon. Sus preferencias métricas van por el arte mayor y el verso alejandrino.
Obtuvo entre otros, el Premio Nacional de Poesía en 1949, el Premio de la Crítica en 1962 y el Premio Ciutat de Barcelona por sus Poesías reunidas 1945-1990. De su obra poética, cabe mencionar los poemarios Hombre de Dios en 1945, La espera en 1949, Versos del domingo en 1954, Voces y acompañamientos para San Mateo en 1959, La conquista de este mundo en 1960, Años inciertos en 1970, y Ser de palabra en 1976.
Su fondo personal se encuentra depositado en el CRAI del Pabellón de la República Española de la Universidad de Barcelona. Consta de escritos publicados y no publicados, traducciones y notas manuscrutas; documentación personal del escritor, correspondencia enviada y/o recibida por José M. Valverde, recortes de prensa, homenajes y cartas de pésame dirigidas a la familia Valverde por varias personalidades y organizaciones.

## Obras completas
Editorial Trotta ha publicado sus Obras completas:
1. Poesía {ISBN 978-84-8164-217-9 / ISBN 978-84-8164-251-3}
2. Interlocutores {ISBN 978-84-8164-271-1 / ISBN 978-84-8164-252-0}
3. Escenarios. Estética y teoría literaria {ISBN 978-84-8164-356-5}
4. Historia de las mentalidades {ISBN 978-84-8164-384-8}

### Poesía
- Hombre de Dios. Salmos, elegías y oraciones, 1946.
- La espera, 1949.
- Versos del domingo, 1954.
- Voces y acompañamientos para San Mateo, 1959.
- La conquista de este mundo, 1960.
- Años inciertos, 1970.
- Ser de palabra, 1976.
- Enseñanzas de la edad. Poesía 1945-1970 (1971).
- Poesías reunidas 1945-1990.
- Oración para nosotros los poetas.

### Crítica
- Estudio sobre la palabra poética (1952)
- Historia de la literatura universal (tres volúmenes, en 1956; ampliada a diez en 1986), en colaboración con Martín de Riquer
- Cartas a un cura escéptico en materia de arte moderno, Barcelona: Seix Barral, 1959.
- Azorín, Barcelona: Planeta, 1971.
- Antonio Machado, Madrid: Siglo XXI, 1975.
- Conocer Joyce y su obra, 1978.
- Breve historia de la literatura española, Madrid: Guadarrama, 1980.
- Vida y muerte de las ideas (1980)
- Movimientos literarios, 1981.
- La mente del siglo XX, 1982.
- Joyce, Barcelona, 1982.
- La literatura: Qué era y qué es. Barcelona: Montesinos, 1982.
- Breve historia y antología de la estética, Barcelona: Ariel, 1987.
- Nietzsche, de filólogo a Anticristo (1993)
- El arte del artículo (1949-1993). Barcelona, 1994.
- Valverde, José María, Antonio Colinas, Rafael Argullol, Antoni Marí and Jaime Siles. Diálogos sobre poesía española. Frankfurt and Madrid: Vervuert Verlag Iberoamericana, 1994.
- Diccionario de Historia, Barcelona: Planeta, 1995.

### Traducciones y ediciones
- Thomas Merton. Veinte poemas. Barcelona: Rialp, 1953.
- Rainer Maria Rilke. Cincuenta poesías. Madrid: Ágora, 1954.
- Hans Urs von Balthasar. Teología de la historia. Madrid: Guadarrama, 1959.
- Charles Dickens. Documentos póstumos del Club Pickwick. Barcelona: Planeta, 1963.
- Doris Lessing. Canta la hierba. Barcelona: Seix Barral, 1964.
- Rainer Maria Rilke. Obras. Barcelona: Plaza & Janés, 1967.
- John Updike. Plumas de paloma y otros relatos. Barcelona: Seix Barral, 1967.
- William Shakespeare. Teatro completo. Barcelona: Planeta, 1967-1968. 2 vol. (Múltiples reediciones de las obras sueltas.)
- Saul Bellow. Carpe diem: coge la flor del día. Barcelona: Seix Barral, 1968.
- Raymond Cartier. La Segunda Guerra Mundial. París/Barcelona: Larousse/Planeta, 1968. 2.ª ed.
- Herman Melville. Obras. Barcelona: Planeta, 1968.
- Antonio Machado. Nuevas canciones. De un cancionero apócrifo. Madrid: Castalia, 1971.
- Antonio Machado. Juan de Mairena: sentencias, donaires, apuntes y recuerdos de un profesor apócrifo. Madrid: Castalia, 1972.
- Azorín. Artículos olvidados de José Martínez Ruiz: 1894-1904. Barcelona: Narcea, 1972.
- Alexandr Alexándrovich Fadéiev y Mijaíl Alexándrovich Shólojov. La Narrativa soviética. Barcelona: Planeta, 1973. (En colaboración con Augusto Vidal.)
- Christian Morgenstern. Canciones de la horca. Madrid: Visor, 1976.
- James Joyce. Ulises. Barcelona: Lumen, 1976.
- Azorín. Los pueblos, la Andalucía trágica y otros artículos (1904-1905). Madrid: Castalia, 1978.
- Henry James. Los papeles de Aspern y otras historias. Barcelona: Planeta, 1978.
- Jane Austen. Emma. Barcelona: Lumen, 1978.
- Thomas Stearns Eliot. Poesías reunidas, 1909-1962. Madrid: Alianza, 1978.
- James Joyce. Stephen el héroe. Barcelona: Lumen, 1978.
- Herman Melville. Moby Dick. Barcelona: Bruguera, 1979.
- Gabriel Ferrater. Mujeres y días. Barcelona: Seix Barral, 1979. (En colaboración con Pere Gimferrer y José Agustín Goytisolo)
- Arthur Conan Doyle. Aventuras de Sherlock Holmes. Barcelona: Bruguera, 1980. (En colaboración con María Campuzano.)
- Johann Wolfgang Goethe. Fausto. Barcelona: Planeta, 1980.
- Rainer Maria Rilke. Elegías de Duino. Barcelona: Lumen, 1980.
- William Faulkner. El campo, el pueblo, el yermo. Barcelona: Seix Barral, 1980.
- William Faulkner. De esta tierra y más allá. Barcelona: Seix Barral, 1981.
- Johann Wolfgang Goethe. Los sufrimientos del joven Werther. Barcelona: Planeta, 1981.
- Pedro Calderón de la Barca. La vida es sueño: drama y auto sacramental. Barcelona: Planeta, 1981.
- Alain Fournier. El gran Meaulnes. Barcelona: Bruguera, 1983. (En colaboración con María Campuzano.)
- Friedrich Hölderlin. Poemas. Barcelona: Icaria, 1983.
- Rainer Maria Rilke. Cartas a un joven poeta. Madrid: Alianza, 1984.
- Johann Wolfgang Goethe. Las afinidades electivas. Barcelona: Icaria, 1984.
- Novalis. Himnos a la noche. Barcelona: Icaria, 1985.
- Hans Urs von Balthasar. El cristiano y la angustia. Barcelona: Caparrós, 1988.
- Azorín. Artículos anarquistas. Barcelona: Lumen, 1992.
- William Faulkner. Estos trece. Pamplona: Hierbaola, 1994.
- Romano Guardini. Obras. Madrid: Cristiandad, s.f.